# Наливайко, Леонид Яковлевич
Леонид Яковлевич Наливайко (1 июля 1927, Новосёловка, Петропавловский район — 19 ноября 2006, Омск) — передовик советского железнодорожного транспорта, старший механик путеукладчика путевой машинной станции № 22 треста «Рекпуть» Главного управления пути и сооружений Министерства путей сообщения СССР, Омская область, Герой Социалистического Труда (1959).

## Биография
Родился 1 июля 1927 года в селе Новосёловка Петропавловского района (ныне в Днепропетровской области) в семье украинцев.
В 1943 году пошёл работать на железную дорогу. Работал в управлении строитель-восстановительных работ Южно-Донецкой железной дороги в должности слесаря, электромоториста, шофёра. Прошёл обучение в Яхромской технической школе Министерства путей и сообщения СССР. Работал механиком путеукладчиком на Донецкой, а затем Омской железной дороги. Ему было доверено стать старшим механиком путеукладчика путевой машинной станции № 22 треста «Рекпуть».
Указом Президиума Верховного Совета СССР от 1 августа 1959 года за достижение высоких показателей в деле развития железнодорожного транспорта Леониду Яковлевичу Наливайко было присвоено звание Героя Социалистического Труда с вручением ордена Ленина и медали «Серп и Молот».
Был назначен мастером путевой машинной станции Входной Омского отделения Западно-Сибирской железной дороги. В 1981 году принял участие в длительной командировке, направлен в дружественную Монголию для проведения строительных работ. 
Проживал в городе Омск. Умер 19 ноября 2006 года. Похоронен на кладбище деревни Приветная Омского района. 

## Награды
- Медаль «Серп и Молот» (01.08.1959);
- орден Ленина (01.08.1959);
- другие медали;
- Почётный железнодорожник Монгольской Народной Республики.